# 第6裝甲軍團 (德意志國防軍)
第6装甲集团军（德語：6. Panzerarmee）是德国陆军的一个编队，成立于1944年秋。第6装甲集团军在突出部战役期间首次用作进攻部队，在其中作为第1批德军进攻的最北端。军队随后于1945年初被转移到匈牙利，并用于那里的进攻和防御行动。第6装甲集团军的最后一场战斗在奥地利进行，以防止其落入苏军之手。1945年5月，第6装甲集团军残余的军队最终向美国军队投降。

## 投降时的戰鬥序列
（截至1945年5月7日）
- 亲卫队第1裝甲師，1945年5月9日，奧地利施泰爾——美军
- 亲卫队第2裝甲師，1945年5月9日，奧地利林茨——美军
- 亲卫队第9裝甲師，1945年5月8日，奧地利施泰爾
- 亲卫队第12裝甲師，1945年5月8日，在奧地利恩斯附近——美军
- 亲卫队第37志願騎兵師，1945年5月9日，奧地利施泰爾——美军
- 元首擲彈兵師，1945年5月奧地利茨韦特尔——美军
- 第117輕步兵師，1945年5月，奧地利施泰爾——美军
- 第6裝甲師，1945年5月，奧地利——美军
- 第356步兵師，1945年5月，奧地利維也納新城——美军
- 第710步兵師，1945年5月，奧地利施泰爾——美军
- 第10空降師，1945年5月，捷克斯洛伐克伊赫拉瓦——紅軍
- 第1山地旅（匈牙利），1945年5月奧地利——美军
- 第1輕騎兵師（匈牙利），1945年5月奧地利——美軍與紅軍